# Chiesa cristiana congregazionale di Niue
La Chiesa cristiana congregazionale di Niue (CCCN) è una Chiesa cristiana congregazionalista, attiva a Niue ed in Nuova Zelanda. È la maggiore denominazione religiosa professata a Niue, dove circa il 75% della popolazione ne è membro.
A Niue, la Chiesa ha 1300 membri divisi in 13 congregazioni, con 12 pastori; ha inoltre una presenza in Nuova Zelanda dove si trovano circa 4500 fedeli.
La CCCN fu fondata a Niue dai missionari della London Missionary Society (L.M.S.). Essa fu conosciuta come "L.M.S. - Chiesa di Niue" fino al 1970, quando divenne autonoma ed adottò il nome di  Ekalesia Niue, 'Chiesa di Niue'. Ha infine cambiato nome nella forma attuale.
La CCCN è membro del Consiglio ecumenico delle Chiese, della Conferenza del Pacifico delle Chiese, del Consiglio delle missioni nel mondo, dell'Alleanza mondiale delle chiese riformate, e del Consiglio nazionale delle Chiese di Niue.